# Stenocarpus verticis
Stenocarpus verticis är en tvåhjärtbladig växtart som beskrevs av D.B. Foreman. Stenocarpus verticis ingår i släktet Stenocarpus och familjen Proteaceae. Inga underarter finns listade i Catalogue of Life.